# Musikjahr 1943
Liste der Musikjahre

◄◄ | ◄ | 1939 | 1940 | 1941 | 1942 | Musikjahr 1943 | 1944 | 1945 | 1946 | 1947 | ► | ►►

Weitere Ereignisse · Country-Musik
Dieser Artikel behandelt das Musikjahr 1943.

## Ereignisse

### Nationalsozialismus und Zweiter Weltkrieg
- 08. März: Adolf Hitler ordnet an: „Die Festspiele in Bayreuth finden in demselben Umfange statt, wie im vergangenen Jahr. […] Die Festspiele in Salzburg finden nicht statt. Dafür sollen Salzburger Theaterwochen veranstaltet werden, bei denen die im Salzburger Gebiet anwesenden Rüstungsarbeiter und Verwundete an den Vorstellungen teilnehmen.“ (siehe: Totaler Kriegseinsatz der Kulturschaffenden)
- 23. November: Das Deutsche Opernhaus in Berlin wird bei einem Luftangriff zerstört.
- Die Exilrussin Anna Marly verfasst in London den Chant des Partisans, das das populärste Lied der französischen Forces françaises libres und der Résistance im Zweiten Weltkrieg wird, und trägt es in den französischsprachigen Sendungen der BBC vor.
- Im deutsch besetzten Paris beginnt die Konzertreihe Concerts de la Pléiade, mit der der Verleger Gaston Gallimard versucht, französisches Kulturleben unter der deutschen Besatzung aufrechtzuerhalten.

### Jazz
- 23. Januar: Duke Ellington bringt die Uraufführung seines Orchesterwerks Black, Brown and Beige an der Carnegie Hall in New York. Das Stück wird mit gemischten Kritiken aufgenommen und obwohl es von vielen als Meisterwerk des Jazz bezeichnet wird, kürzt Ellington es in der Folge auf etwa die Hälfte.
- 08. Mai: Das Duke Ellington Orchestra gelangt mit Don’t Get Around Much Anymore in die Harlem Hit Parade, dem Vorläufer der Rhythm-&-Blues-Charts. Der Song kam dann auf #1.

### Klassische Musik und Musiktheater

#### Instrumentalmusik
- 02. Januar: Spitfire Prelude and Fugue von William Walton wird in der Philharmonic Hall Liverpool mit dem Royal Liverpool Philharmonic Orchestra unter Leitung des Komponisten uraufgeführt.
- 18. Januar: Uraufführung der 7. Klaviersonate B-Dur op. 83 von Sergej Prokofjew durch Swjatoslaw Richter in Moskau
- 10. Mai: Die siebenteilige Komposition Visions de l’Amen für zwei Klaviere von Olivier Messiaen wird in der Galerie Charpentier in Paris durch den Komponisten und Yvonne Loriod uraufgeführt.
- 04. November: Die 8. Sinfonie von Dmitri Dmitrijewitsch Schostakowitsch wird vom Leningrader Philharmonischen Orchester unter der Leitung von Jewgeni Alexandrowitsch Mrawinski uraufgeführt. Wegen der mit seiner 7. Sinfonie kontrastierenden düsteren Stimmung des Werks wird dem Komponisten mangelnder Patriotismus vorgeworfen. Die Sinfonie wird ein Jahr später mit Aufführungsverbot belegt, und erst 1956 wieder aufgeführt.
- 14. November: Der 25-jährige Leonard Bernstein leitet als Ersatz für den erkrankten Bruno Walter ein Konzert der New Yorker Philharmoniker und beginnt damit seine Weltkarriere.
- Juhan Aavik: Klavierkonzert[1]

#### Musiktheater
- 20. Februar: Die Oper Die Kluge von Carl Orff, die das Märchen Die kluge Bauerntochter der Brüder Grimm zur Vorlage hat, wird in Frankfurt am Main uraufgeführt.
- 31. März: Das Musical Oklahoma! von Richard Rodgers und Oscar Hammerstein wird im New Yorker Saint James Theatre uraufgeführt. Das Musical wird bis 1948 ununterbrochen am Broadway laufen, was einen neuen Rekord darstellt.
- 01. April: Die Oper Das Schloß Dürande von Othmar Schoeck mit dem Libretto von Hermann Burte (nach der gleichnamigen Novelle von Joseph von Eichendorff) wird an der Staatsoper Unter den Linden in Berlin uraufgeführt.
- 23. September: Die Kinderoper Brundibár wird erstmals im KZ Theresienstadt aufgeführt (später folgen weitere 54 Aufführungen)
- 10. Oktober: Uraufführung der komischen Oper Barbe-bleue von Jacques Ibert im besetzten Paris.
- 00. Oktober: Die Operette Die schöne Carlotti von Willy Czernik wird in Prag uraufgeführt und zum größten Erfolg des Komponisten.
- 13. November: In Berlin wird die Operette Königin einer Nacht von Will Meisel mit dem Libretto von Just Scheu und Ernst Nebhut uraufgeführt.

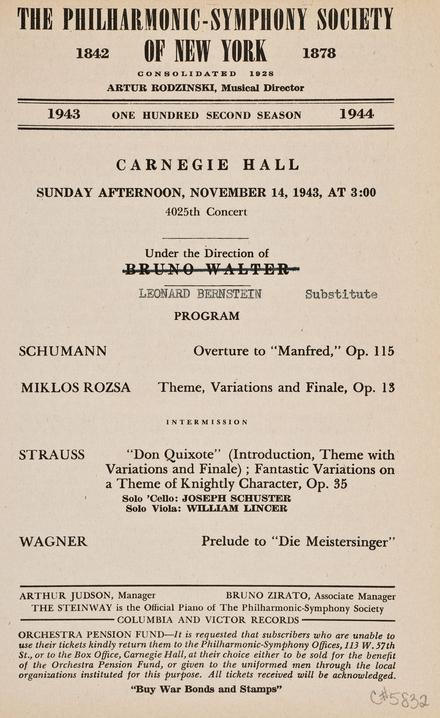
Programm vom 14. November

## Musikcharts

### Vereinigte Staaten
Die längsten Nummer-eins-Singles
Lieder, die die meiste Zeit während eines anderen Jahres auf Platz 1 der Charts verbrachten, werden hier nicht aufgeführt.
1. Harry James & His Orchestra with Helen Forrest – I’ve Heard That Song Before (13 Wochen)
2. The Mills Brothers – Paper Doll (8 Wochen)
3. Bing Crosby with Ken Darby – Sunday, Monday, or Always (7 Wochen)

Alle Nummer-eins-Hits und die Hits des Jahres

### Charts in weiteren Ländern
Siehe auch: Nummer-eins-Hits 1943 in  Australien und den Vereinigten Staaten.

## Neuveröffentlichungen (Auswahl)

### Lieder und Kompositionen
| Lied                                        | Text               | Musik           | Erstinterpret | Label | Veröffentlichung | Genre          | Weitere Informationen                              |
| ------------------------------------------- | ------------------ | --------------- | ------------- | ----- | ---------------- | -------------- | -------------------------------------------------- |
| Capri-Fischer                               | Ralph Maria Siegel | Gerhard Winkler | Magda Hain    | Odeon | März 1943        | Schlager       |                                                    |
| Have Yourself a Merry Little Christmas      | Ralph Blane        | Hugh Martin     | Judy Garland  |       | 1943             | Weihnachtslied | für den Musicalfilm Meet Me in St. Louis getextet  |
| Say a Prayer for the Boys Over There        | Herb Magidson      | Jimmy McHugh    | Deanna Durbin |       | 1943             | Filmsong       | 1944 oscarnominiert in der Kategorie „Bester Song“ |
| One for My Baby (And One More for the Road) | Johnny Mercer      | Harold Arlen    | Fred Astaire  | Decca | 1943             | Pop            | für das Filmmusical The Sky’s the Limit komponiert |

## Musikpreisverleihungen

### Oscarverleihung
- Beste Filmmusik (Drama/Komödie): Max Steiner – Reise aus der Vergangenheit (Now, Voyager)
- Beste Filmmusik (Musikfilm): Ray Heindorf, Heinz Roemheld – Yankee Doodle Dandy
- Bester Filmsong: White Christmas aus Musik, Musik (Holiday Inn) – Irving Berlin
- Beste Tonmischung: Nathan Levinson – Yankee Doodle Dandy

### Pulitzerpreis
- Pulitzerpreis/Musik: William Schuman – Secular Cantata No. 2. A Free Song

## Gründungen
- Concerts de la Pléiade – Konzertreihe, die ab 1943 in Paris während der deutschen Besetzung durchgeführt wurde

## Geboren

### Januar
- 02. Januar: Barış Manço, türkischer Sänger, Komponist und Fernsehproduzent († 1999)
- 03. Januar: Van Dyke Parks, US-amerikanischer Musiker, Komponist und Arrangeur
- 05. Januar: Doug Spartz, US-amerikanischer Musiker
- 06. Januar: Barry Altschul, US-amerikanischer Jazzmusiker
- 08. Januar: Lee Jackson, britischer Musiker
- 09. Januar: Josef Bulva, tschechischer Pianist († 2020)
- 09. Januar: Scott Walker, US-amerikanischer Sänger, Musiker und Komponist († 2019)
- 10. Januar: Jim Croce, US-amerikanischer Sänger und Songwriter († 1973)
- 10. Januar: Peter Strauch, deutscher Theologe, Buchautor und Liedermacher
- 11. Januar: Max Haas, Schweizer Musikwissenschaftler und Hochschullehrer († 2018)
- 14. Januar: Mariss Jansons, lettischer Dirigent († 2019)
- 14. Januar: José Luis Rodríguez González, venezolanischer Sänger und Schauspieler
- 16. Januar: Gavin Bryars, britischer Komponist und Kontrabassist
- 17. Januar: Jean-Paul Amouroux, französischer Jazzmusiker († 2022)
- 17. Januar: Billy Harper, US-amerikanischer Jazz-Saxophonist
- 17. Januar: Chris Montez, US-amerikanischer Sänger
- 17. Januar: Nick Schneider, US-amerikanischer Jazzmusiker († 2024)
- 18. Januar: Al Foster, US-amerikanischer Jazz-Schlagzeuger († 2025)
- 18. Januar: Dave Greenslade, britischer Keyboarder
- 19. Januar: Janis Joplin, US-amerikanische Sängerin, Rock- und Bluesmusikerin († 1970)
- 20. Januar: Rick Evans, US-amerikanischer Sänger und Gitarrist († 2018)
- 21. Januar: Steve Potts, US-amerikanischer Jazzsaxophonist
- 22. Januar: Tigran Alichanow, russischer Pianist († 2023)
- 22. Januar: Maarten van Regteren Altena, niederländischer Komponist und Kontrabassist
- 22. Januar: Tamás Cseh, ungarischer Liedermacher, Sänger und Schauspieler († 2009)
- 22. Januar: Michał Urbaniak, polnischer Jazz-Musiker
- 23. Januar: Gary Burton, US-amerikanischer Jazz-Vibraphonist
- 23. Januar: Henk Stoop, niederländischer Komponist, Pianist und Kontrabassist
- 25. Januar: Leny Andrade, brasilianische Jazzsängerin († 2023)

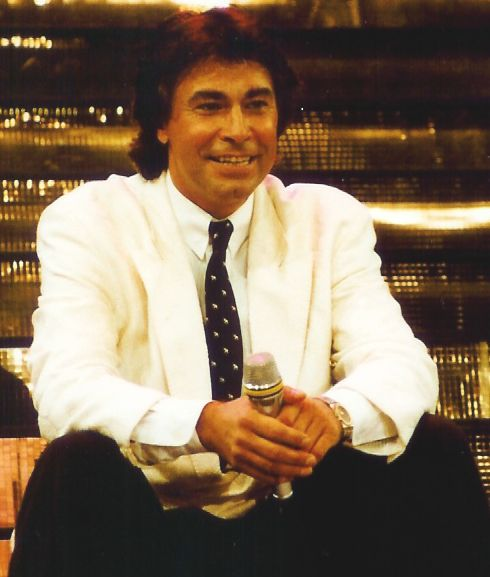
Roy Black; * 25. Januar

- 25. Januar: Roy Black, deutscher Schlagersänger und Schauspieler († 1991)
- 26. Januar: Jean Knight, US-amerikanische Soul- und R&B-Sängerin († 2023)
- 27. Januar: Thom Bell, US-amerikanischer Musikproduzent, Pianist, Sänger, Dirigent, Arrangeur und Komponist († 2022)
- 27. Januar: Karl-Jürgen Kemmelmeyer, deutscher Organist, Dirigent, Musikwissenschaftler, Musikpädagoge, Autor und Hochschullehrer
- 28. Januar: Ria Bartok, französische Pop-Sängerin deutscher Herkunft († 1970)

### Februar
- 01. Februar: Luís Cília, portugiesischer Musiker, Liedermacher und Filmkomponist
- 05. Februar: Ivan Tcherepnin, US-amerikanischer Komponist, Dirigent und Musikpädagoge († 1998)
- 07. Februar: Margit Sponheimer, deutsche Schlagersängerin
- 09. Februar: Dieter Dierks, deutscher Tonstudiobetreiber und Musikproduzent
- 09. Februar: Brian Odgers, britischer Fusionmusiker († 2015)
- 10. Februar: Dương Thụ, vietnamesischer Komponist
- 11. Februar: Serge Lama, französischer Chansonnier
- 11. Februar: Alan Rubin, US-amerikanischer Trompeter († 2011)
- 11. Februar: Little Johnny Taylor, US-amerikanischer Blues- und Soul-Sänger († 2002)
- 12. Februar: Frank Baier, deutscher Volkssänger und Liedermacher († 2022)
- 13. Februar: Randa, libanesische Schauspielerin und Sängerin († 1989)
- 14. Februar: Eric Andersen, US-amerikanischer Sänger und Songschreiber
- 14. Februar: Holmrike Oesterhelt-Leiser, deutsche Rhythmikerin
- 14. Februar: Maceo Parker, US-amerikanischer Funkmusiker
- 15. Februar: Ewa Michnik, polnische Dirigentin und Generalmusikdirektorin der Opera Wrocławska
- 16. Februar: Anthony Dowell, berühmter Ballett-Tänzer und Choreograph
- 16. Februar: Howard Riley, britischer Jazzmusiker († 2025)
- 17. Februar: Ray Austin, britisch-deutscher Musiker († 2024)
- 18. Februar: Alice Shields, US-amerikanische Komponistin
- 19. Februar: Christopher Adey, britischer Dirigent und Violinist
- 19. Februar: Lou Christie, US-amerikanischer Sänger und Songwriter († 2025)
- 21. Februar: Monika Rost, deutsche Gitarristin und Lautenistin
- 24. Februar: Pablo Milanés, kubanischer Poet und Sänger († 2022)

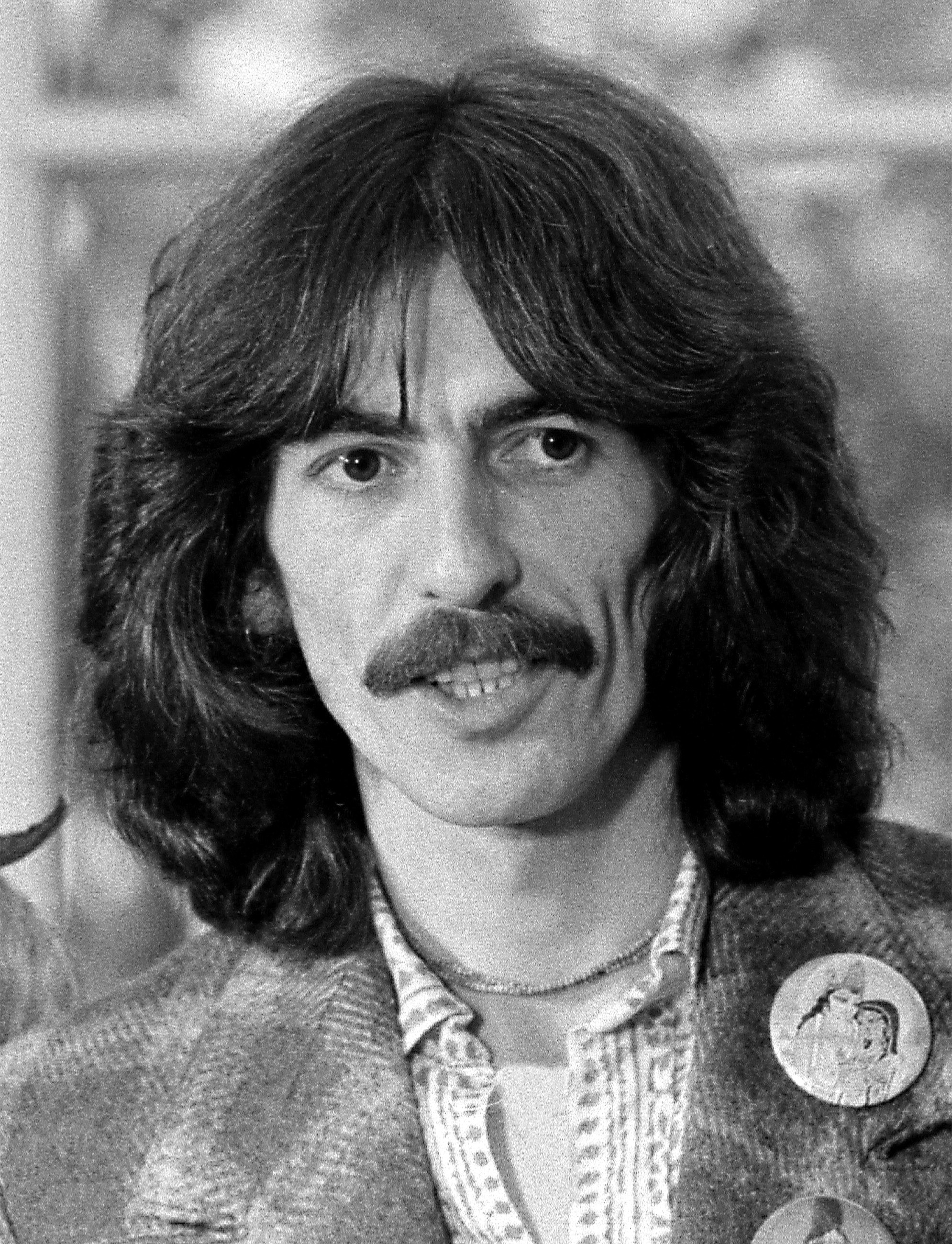
George Harrison; * 25. Februar

- 25. Februar: George Harrison, britischer Musiker (The Beatles) († 2001)
- 27. Februar: Tom Astor, deutscher Sänger, Komponist, Texter und Produzent
- 27. Februar: Jimmy Burns, US-amerikanischer Soul-Blues-Gitarrist, Sänger und Songwriter
- 27. Februar: Morten Lauridsen, US-amerikanischer Komponist
- 27. Februar: Costin Miereanu, rumänisch-französischer Komponist
- 28. Februar: Barbara Acklin, US-amerikanische Soulsängerin und Songschreiberin († 1998)

### März
- 02. März: Elaine Brown, US-amerikanische Gefängnisaktivistin, Schriftstellerin und Sängerin
- 02. März: Lucas Lindholm, schwedischer Bassist des Modern Jazz († 2025)
- 02. März: Tony Meehan, britischer Schlagzeuger († 2005)
- 03. März: Gayle Moran, US-amerikanische Fusionmusikerin

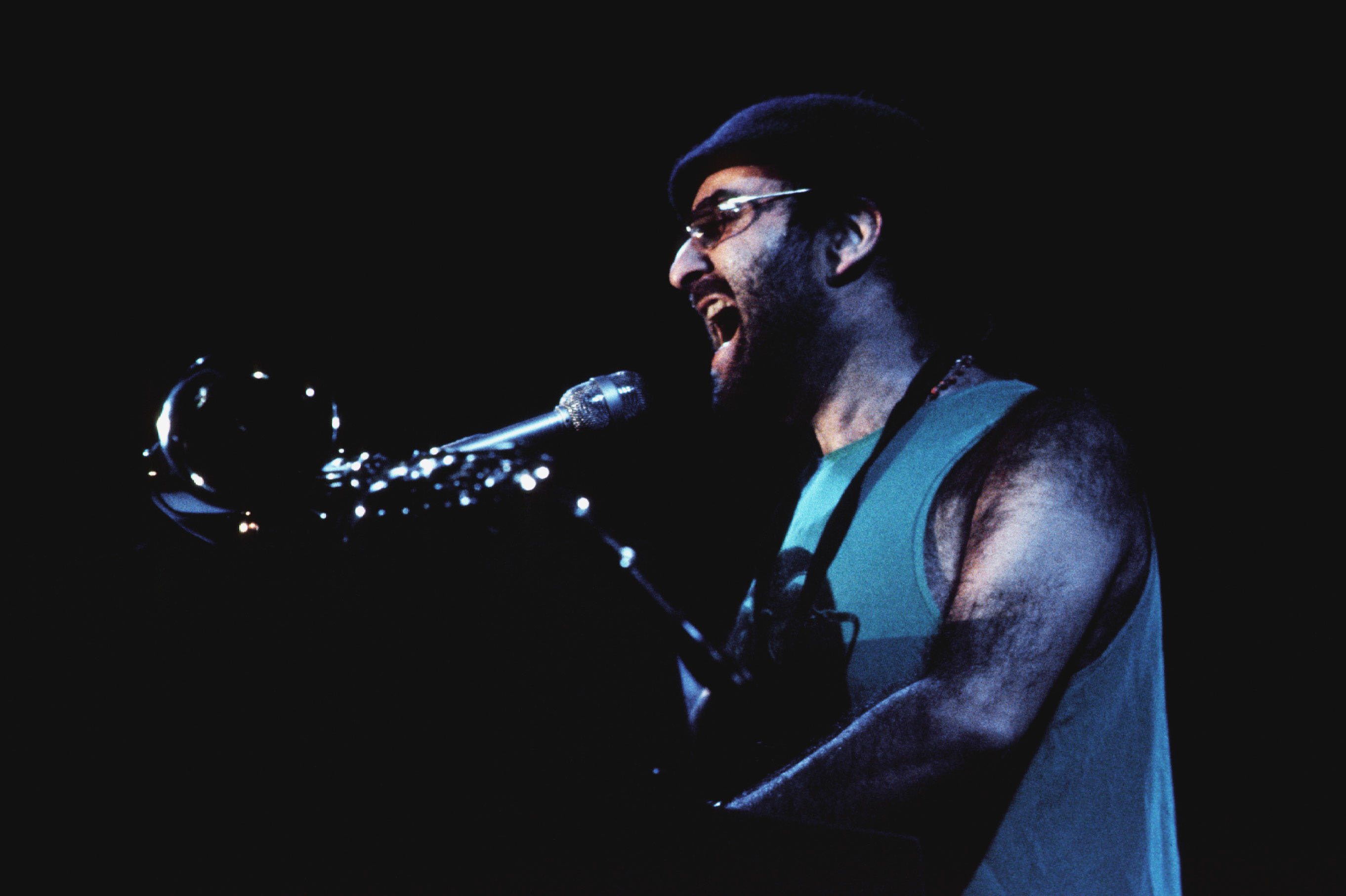
Lucio Dalla; * 4. März

- 04. März: Lucio Dalla, italienischer Musiker, Cantautore und Schauspieler († 2012)
- 05. März: Lucio Battisti, italienischer Sänger († 1998)
- 06. März: Dom Minasi, US-amerikanischer Jazzmusiker († 2023)
- 10. März: Sam Cutler, britischer Musikmanager († 2023)
- 10. März: David Maxwell, US-amerikanischer Bluespianist († 2015)
- 13. März: Julia Migenes, US-amerikanische Opernsängerin (Sopran) und Schauspielerin
- 13. März: Frances Nero, US-amerikanische Soul- und Jazz-Sängerin († 2014)
- 14. März: Brigitt Petry, deutsche Sängerin und Komponistin († 1971)
- 15. März: Kiev Stingl, deutscher Musiker und Autor († 2024)
- 15. März: Sly Stone, US-amerikanischer Funk-Rock-Sänger († 2025)
- 16. März: Horst Lohse, deutscher Komponist
- 17. März: Jim Weatherly, US-amerikanischer Singer-Songwriter († 2021)
- 18. März: Werner Hink, österreichischer Dirigent († 2024)
- 18. März: Nobuko Imai, japanische Bratschistin
- 18. März: Midori Matsuya, japanischer Pianist († 1994)
- 19. März: Les Thimmig, US-amerikanischer Musiker und Hochschullehrer († 2024)
- 20. März: Lone Kellermann, dänische Sängerin und Schauspielerin († 2005)
- 20. März: Jürg Lenggenhager, schweizerischer Musiker und Kunstmaler
- 20. März: Hans Sojer, österreichischer Opern-, Konzert- und Liedsänger († 2022)
- 21. März: Amina Claudine Myers, US-amerikanische Jazzmusikerin

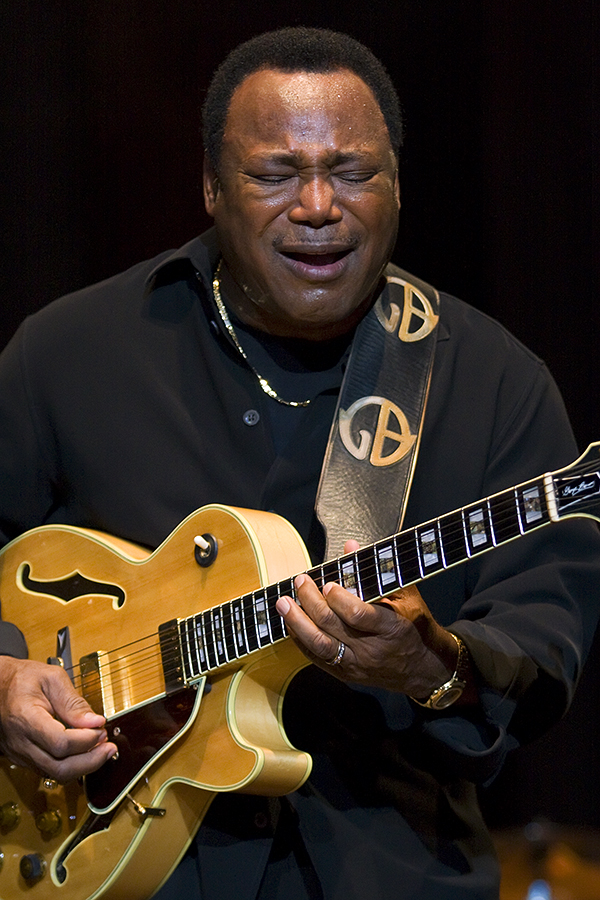
George Benson; * 22. März

- 22. März: George Benson, US-amerikanischer Jazz-Gitarrist und Sänger
- 22. März: Keith Relf, britischer Musiker († 1976)
- 22. März: Joseph Schwantner, US-amerikanischer Komponist
- 29. März: Cachita Galán, argentinische Sängerin sowie Film- und Fernsehschauspielerin
- 29. März: Marta Ptaszyńska, polnische Komponistin und Musikpädagogin

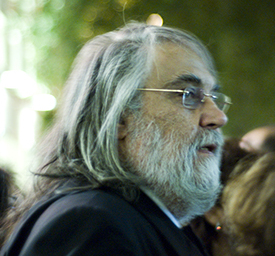
Vangelis; * 29. März

- 29. März: Vangelis, griechischer Komponist und Pionier der elektronischen Musik († 2022)
- 29. März: Daniel Lewis Williams, US-amerikanisch-deutscher Opernsänger († 2023)
- 31. März: Sharon Hampson, kanadische Schauspielerin und Sängerin

### April
- 03. April: Mario Lavista, mexikanischer Komponist († 2021)
- 03. April: Larry Marshall, US-amerikanischer Schauspieler, Sänger und Regisseur
- 03. April: Bob Rusch, US-amerikanischer Jazz-Kritiker und Musikproduzent († 2024)
- 04. April: Robert Levy, US-amerikanischer Trompeter, Dirigent, Komponist und Musikpädagoge
- 04. April: David Alexandre Winter, niederländischer Schlagersänger
- 10. April: Julio Estrada, mexikanischer Komponist und Musikwissenschaftler
- 10. April: Bo Hansson, schwedischer Keyboarder und Komponist († 2010)
- 13. April: Liu Chia-Chang, taiwanesischer Sänger, Songschreiber, Drehbuchautor und Regisseur († 2024)
- 16. April: Dave Peverett, englischer Blues- und Hard-Rock-Musiker († 2000)
- 16. April: Jorge Pítari, argentinischer Tangokomponist
- 16. April: Sebastião Tapajós, brasilianischer Gitarrist und Komponist († 2021)
- 17. April: James Curnow, US-amerikanischer Komponist und Professor
- 17. April: Roy Estrada, US-amerikanischer Rocksänger und -bassist
- 18. April: Alejandro Núñez Allauca, peruanischer Komponist
- 20. April: John Eliot Gardiner, britischer Dirigent und Chorleiter
- 24. April: Roberto Ayala, argentinischer Tangosänger
- 24. April: Alexander Kusmitsch Wustin, sowjetischer und russischer Komponist († 2020)
- 25. April: Günther Antesberger, österreichischer Musikwissenschaftler, Komponist, Musiker, Autor, Moderator und Musikredakteur († 2024)
- 25. April: Tony Christie, britischer Schlagersänger
- 26. April: Gary Wright, US-amerikanischer Musiker († 2023)
- 27. April: Freddie Waits, US-amerikanischer Jazz-Schlagzeuger († 1989)
- 28. April: Enric Barbat i Botey, katalanischer Liedermacher und Sänger († 2011)
- 28. April: Jacques Dutronc, französischer Chansonnier und Schauspieler
- 28. April: Bob Siebert, US-amerikanischer Komponist und Jazzmusiker
- 28. April: Yoav Talmi, israelischer Dirigent, Pianist und Komponist
- 28. April: Jeffrey Tate, britischer Dirigent († 2017)
- 30. April: Martin Puttke, deutscher Ballettpädagoge, Ballettmeister, Ballettdirektor und Tanzwissenschaftler
- 30. April: Bobby Vee, US-amerikanischer Rock-’n’-Roll- und Popsänger († 2016)

### Mai
- 01. Mai: Mohamed Askari, ägyptischer Musiker, Musikethnologe und Musikpädagoge
- 01. Mai: María Orán, spanische Sängerin und Gesangspädagogin († 2018)
- 02. Mai: Mickey Bass, US-amerikanischer Jazzmusiker († 2022)

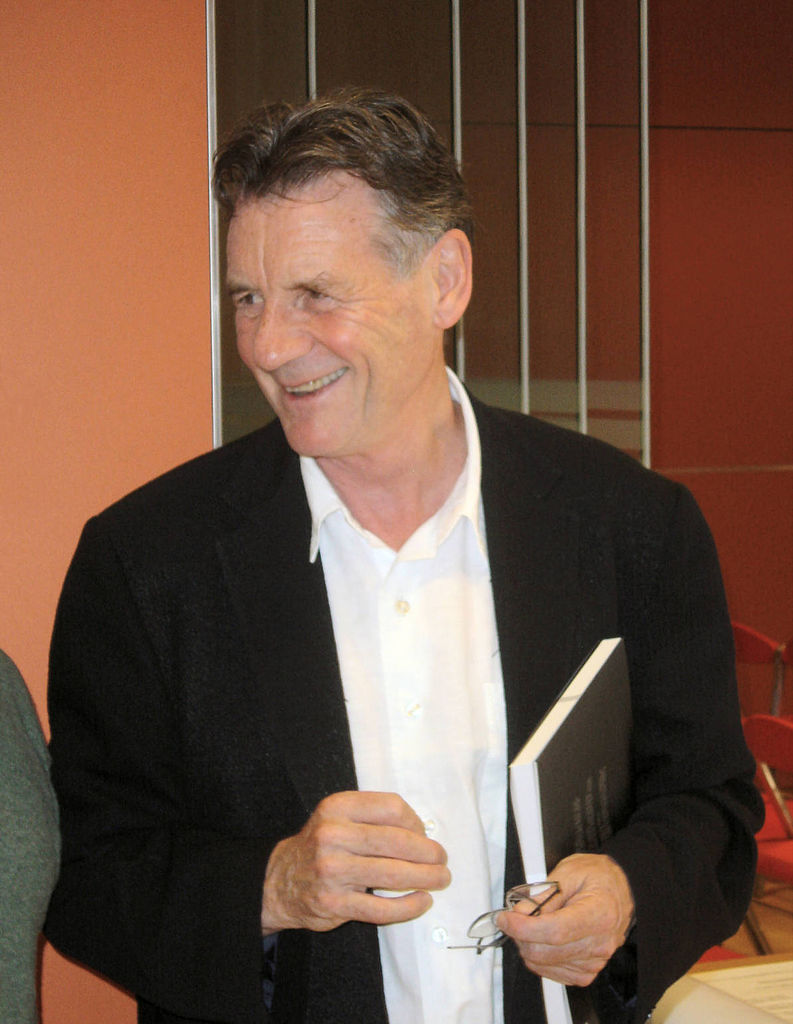
Michael Palin; * 5. Mai

- 05. Mai: Michael Palin, britischer Schauspieler Sänger und Mitglied von Monty Python
- 05. Mai: Raphael, spanischer Sänger
- 06. Mai: Mike Ratledge, britischer Musiker († 2025)
- 08. Mai: Jon Mark, britischer Musiker (Songwriter, Sänger, Gitarrist und Keyboarder) († 2021)
- 10. Mai: Judith Jamison, US-amerikanische Tänzerin und Choreographin († 2024)
- 14. Mai: Jack Bruce, britischer Rockmusiker († 2014)
- 14. Mai: Tania León, kubanische Komponistin, Dirigentin und Musikpädagogin
- 17. Mai: Joanna Bruzdowicz, polnische Komponistin († 2021)
- 19. Mai: John Mills-Cockell, kanadischer Komponist
- 20. Mai: Al Bano, italienischer Sänger und Winzer
- 21. Mai: Hilton Valentine, britischer Gitarrist († 2021)
- 22. Mai: Otto Armin, kanadischer Geiger und Musikpädagoge
- 23. Mai: Vicky Moscholiou, griechische Sängerin († 2005)
- 24. Mai: Klaus Stoll, deutscher Kontrabassist und Hochschullehrer
- 25. Mai: Jessi Colter, US-amerikanische Country-Sängerin
- 27. Mai: Cilla Black, britische Sängerin und Fernsehunterhalterin († 2015)
- 27. Mai: Eva, deutsche Chansonsängerin († 2020)
- 29. Mai: Burkhard Glaetzner, deutscher Oboist und Dirigent
- 31. Mai: Helge Jung, deutscher Komponist und Musiker († 2013)

### Juni
- 02. Juni: Graham Bonney, britischer Schlagersänger
- 03. Juni: Ronald Aspery, britischer Fusionmusiker († 2003)
- 06. Juni: André Gouzes, französischer Kirchenmusiker († 2024)
- 08. Juni: Penny Rimbaud, englischer Musiker, Produzent, Toningenieur, Sounddesigner und Schriftsteller
- 09. Juni: Kenny Barron, US-amerikanischer Jazz-Pianist
- 10. Juni: Lena Rothstein, österreichische Sängerin, Schauspielerin, Hörspielsprecherin, Autorin und Puppenkünstlerin
- 13. Juni: Ludwig Güttler, deutscher Trompeter
- 15. Juni: Kal David, US-amerikanischer Gitarrist, Sänger und Songwriter († 2022)
- 15. Juni: Johnny Hallyday, französischer Sänger, Songwriter und Schauspieler († 2017)
- 16. Juni: Brian Gascoigne, englischer Komponist und Keyboarder
- 17. Juni: Bill Hartman, US-amerikanischer Jazz- und Orchestermusiker und Hochschullehrer († 2022)

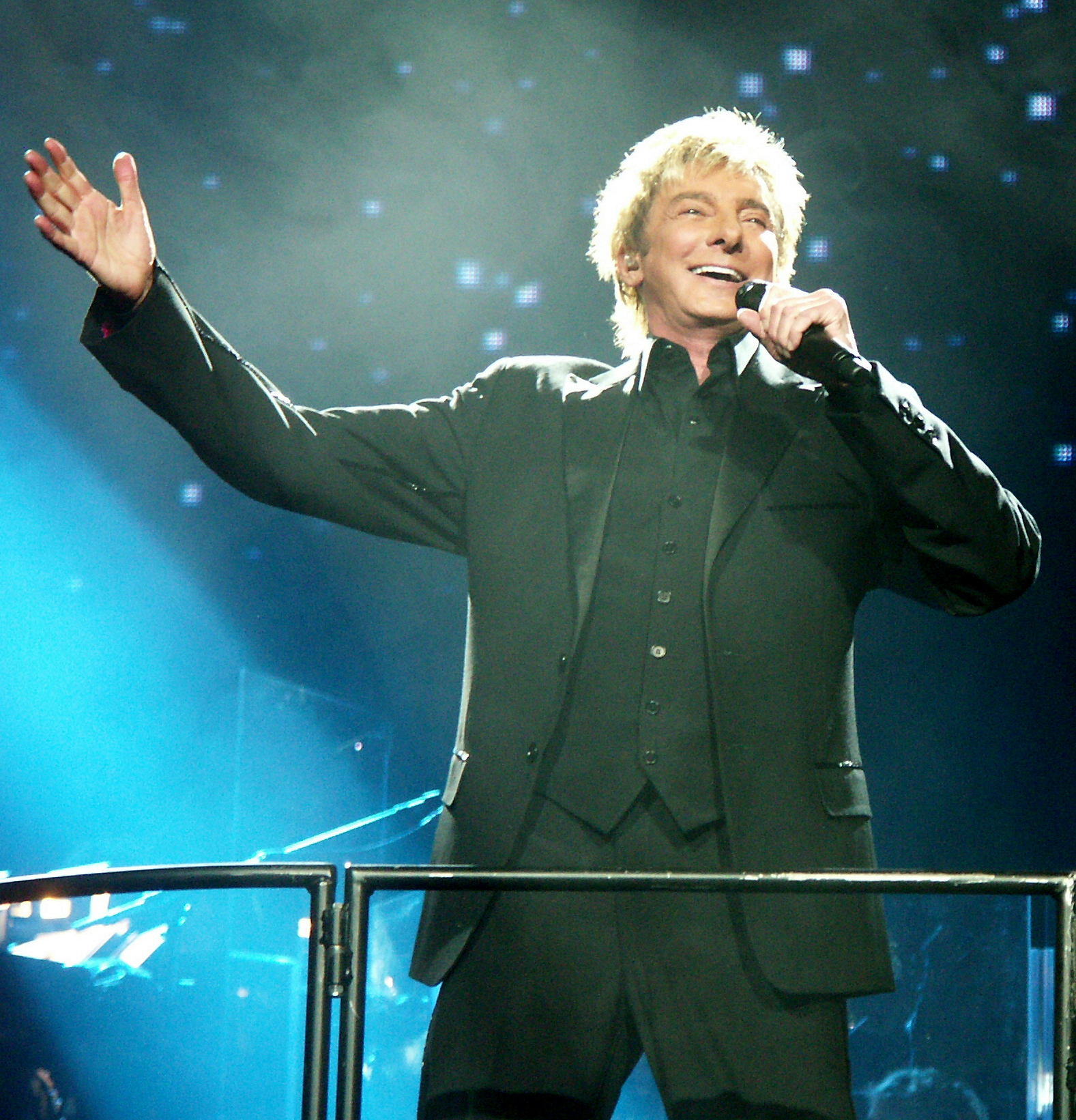
Barry Manilow; * 17. Juni

- 17. Juni: Barry Manilow, US-amerikanischer Sänger
- 19. Juni: Michael Radulescu, deutsch-österreichischer Komponist und Organist († 2023)
- 21. Juni: Winston Mankunku, südafrikanischer Musiker († 2009)
- 23. Juni: William Cochran, US-amerikanischer Opernsänger (Heldentenor) († 2022)
- 23. Juni: James Levine, US-amerikanischer Dirigent und Pianist († 2021)
- 23. Juni: Esko Rosnell, finnischer Jazzmusiker († 2009)
- 24. Juni: Chris Baldo, luxemburgischer Schlagersänger († 1995)
- 24. Juni: Frank Lowe, US-amerikanischer Jazzsaxophonist († 2003)
- 26. Juni: Georgie Fame, britischer R&B-Musiker
- 26. Juni: Eduardo Nascimento, angolanischer Sänger († 2019)
- 26. Juni: Allen Strange, US-amerikanischer Komponist, Musikwissenschaftler und Musiker († 2008)
- 28. Juni: Patricia Spencer, US-amerikanische Flötistin und Musikpädagogin
- 29. Juni: Little Eva, US-amerikanische Sängerin († 2003)
- 29. Juni: Gabriel Reynal, argentinischer Tangosänger († 2009)

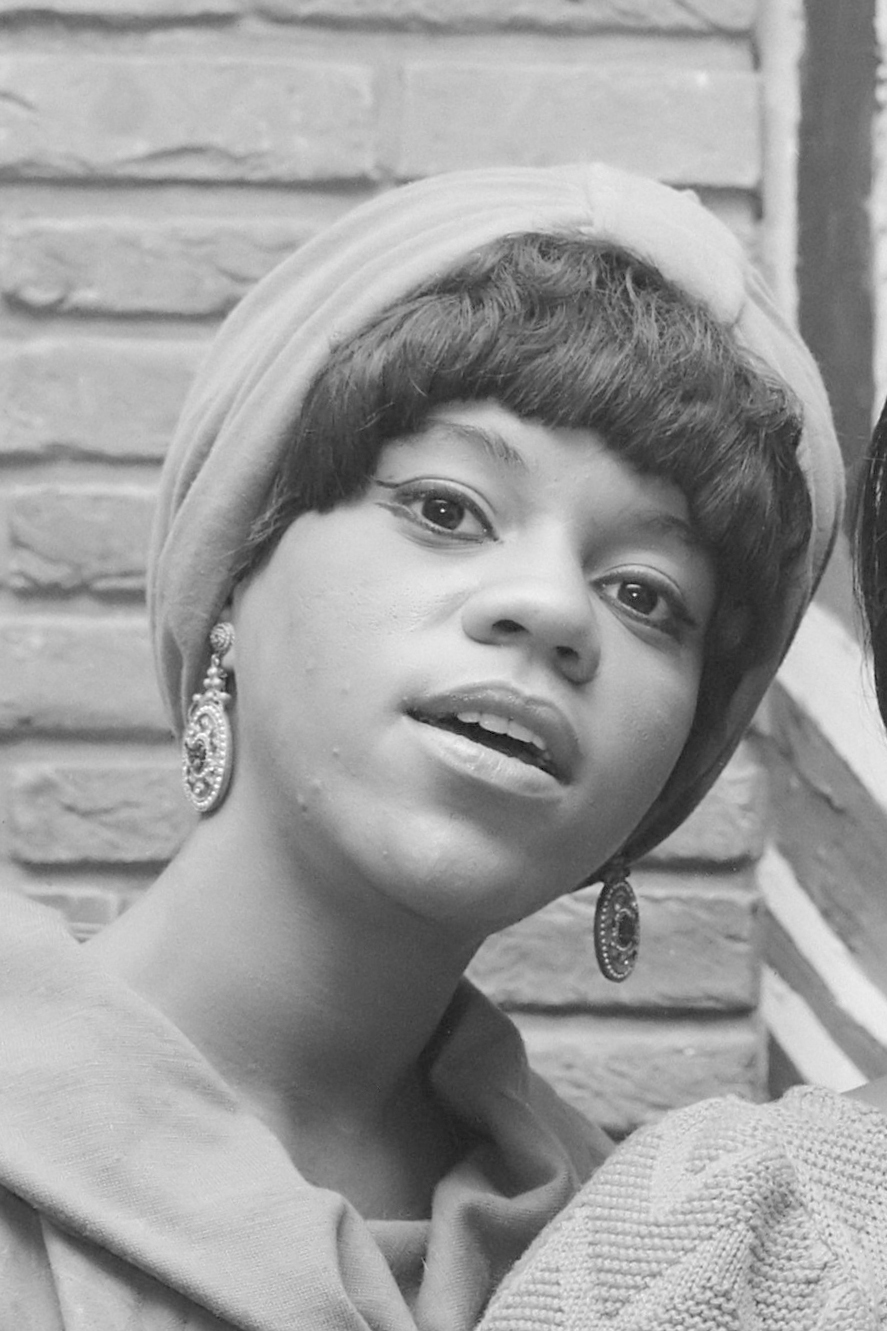
Florence Ballard; * 30. Juni

- 30. Juni: Florence Ballard, US-amerikanische Musikerin († 1976)
- 00. Juni: John Worthen, britischer Historiker, Musikwissenschaftler, Literaturwissenschaftler und Hochschullehrer

### Juli
- 01. Juli: François Dompierre, kanadischer Komponist
- 01. Juli: Jeff Wayne, US-amerikanischer Komponist und Musiker
- 02. Juli: Piera Martell, Schweizer Schlagersängerin
- 03. Juli: Judith Durham, australische Musikerin († 2022)
- 04. Juli: Conny Bauer, deutscher Posaunist
- 04. Juli: Fred Wesley, US-amerikanischer Posaunist
- 04. Juli: Alan Wilson, US-amerikanischer Musiker († 1970)
- 05. Juli: Ayn Robbins, US-amerikanische Songwriterin
- 05. Juli: Robbie Robertson, kanadischer Rockmusiker († 2023)
- 06. Juli: Tamara Iljinitschna Sinjawskaja, sowjetische bzw. russische Mezzosopranistin und Musikpädagogin
- 07. Juli: Toto Cutugno, italienischer Liedermacher, Songwriter und Sänger († 2023)
- 08. Juli: Michel Dussault, kanadischer Pianist, Komponist und Musikpädagoge
- 08. Juli: Joe Kučera, tschechischer Saxophonist und Jazz-Flötist
- 08. Juli: Béla Szakcsi Lakatos, ungarischer Jazzpianist und Komponist († 2022)
- 09. Juli: František Ringo Čech, tschechischer Schlagzeuger, Sänger, Songschreiber, Schauspieler, Maler und Schriftsteller
- 12. Juli: Christine McVie, britische Musikerin, Sängerin und Songschreiberin († 2022)
- 14. Juli: Mats Åberg, schwedischer Kirchenmusiker, Musikpädagoge und Organist
- 23. Juli: Tony Joe White, US-amerikanischer Gitarrist und Sänger († 2018)
- 25. Juli: Jim McCarty, britischer Musiker

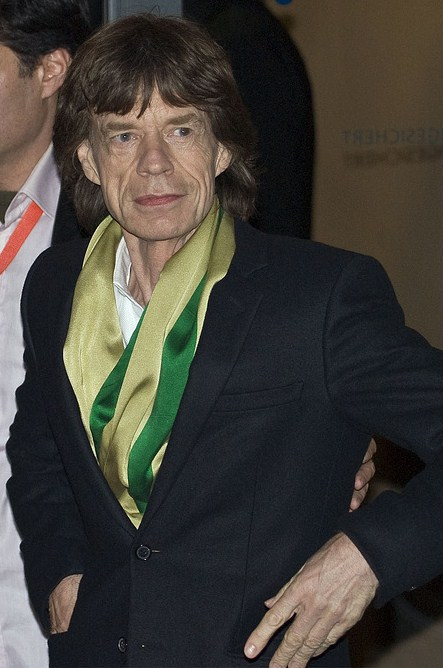
Mick Jagger; * 26. Juli

- 26. Juli: Mick Jagger, britischer Rockmusiker
- 26. Juli: Gunther Joppig, deutscher Musikhistoriker
- 26. Juli: Andrea True, US-amerikanische Pornodarstellerin und Sängerin († 2011)
- 28. Juli: Anne Lauber, schweizerisch-kanadische Komponistin und Musikpädagogin
- 28. Juli: Richard Wright, englischer Musiker († 2008)

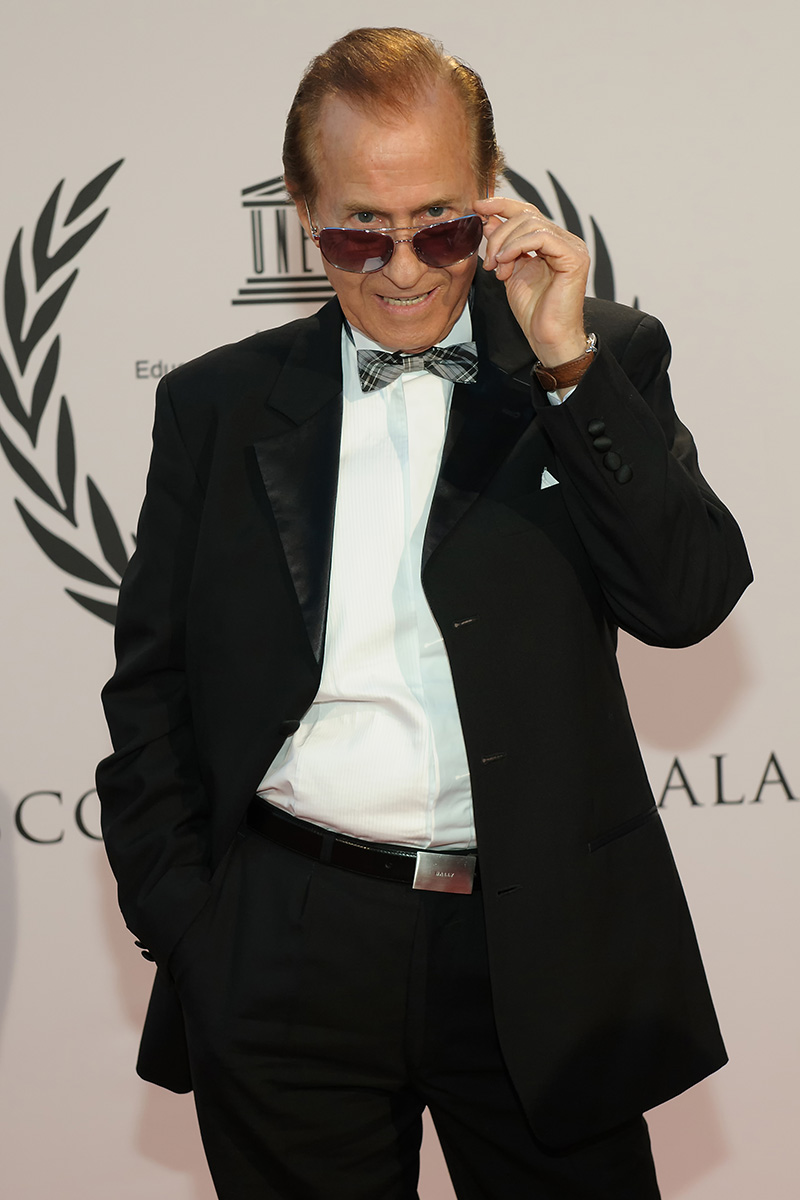
Michael Holm; * 29. Juli

- 29. Juli: Michael Holm, deutscher Musiker, Texter und Produzent
- 31. Juli: Lobo, US-amerikanischer Sänger und Songschreiber

### August
- 05. August: José Evangelista, kanadischer Komponist († 2023)
- 05. August: Sammi Smith, US-amerikanische Sängerin († 2005)
- 07. August: Lana Cantrell, australisch-US-amerikanische Pop-Sängerin und Anwältin
- 07. August: Luz Leskowitz, österreichischer Geiger und Dozent
- 08. August: Daniel Börtz, schwedischer Komponist
- 08. August: Teri Harangozó, ungarische Sängerin († 2015)
- 08. August: Esma Redžepova, mazedonische Sängerin († 2016)
- 10. August: Gisela Ehrensperger, Schweizer Opernsängerin
- 10. August: Louise Forestier, kanadische Singer-Songwriterin und Schauspielerin
- 10. August: Marina Morgan, italienische Fernsehansagerin, Fernsehmoderatorin, Schauspielerin und Sängerin
- 10. August: Ronnie Spector, US-amerikanische Sängerin († 2022)
- 12. August: Lesley Duncan, britische Sängerin und Songschreiberin († 2010)
- 13. August: Geoff Muldaur, US-amerikanischer Folksänger
- 13. August: Gottfried Veit, Südtiroler Landeskapellmeister
- 14. August: Frank Hailey, US-amerikanischer Jazzmusiker († 2022)
- 17. August: Marion Maerz, deutsche Schlagersängerin
- 17. August: Dave „Snaker“ Ray, US-amerikanischer Bluessänger und -Gitarrist († 2002)
- 18. August: Edwin Hawkins, US-amerikanischer Gospelmusiker († 2018)
- 18. August: Manuela, deutsche Schlagersängerin († 2001)
- 18. August: Carl Wayne, britischer Sänger und Schauspieler († 2004)
- 19. August: Don Fardon, britischer Popsänger
- 20. August: Jorge Arriagada, chilenischer Komponist († 2024)
- 21. August: Clydie King, US-amerikanische Soulsängerin († 2019)

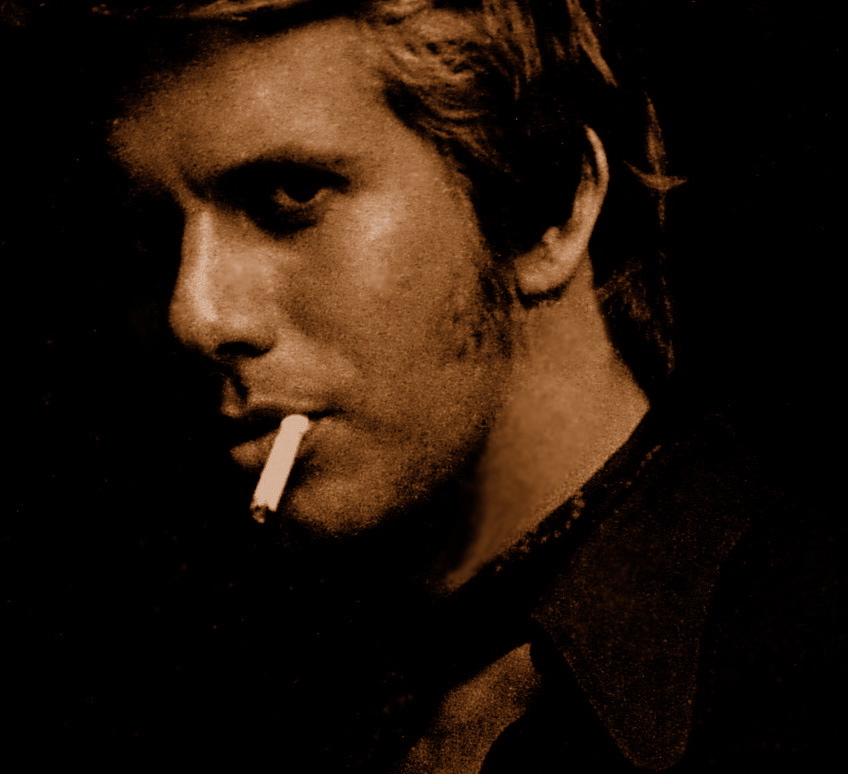
Pino Presti; * 23. August

- 23. August: Pino Presti, italienischer Bassist, Arrangeur, Komponist, Orchesterleiter und Musikproduzent
- 24. August: Jorge Luis Acevedo Vargas, costa-ricanischer Musikethnologe, Sänger im Stimmfach Bariton, Komponist und Chorleiter
- 24. August: John Cipollina, US-amerikanischer Rockmusiker, Gitarrist († 1989)
- 24. August: Wolf Stephenson, US-amerikanischer Musikproduzent, Songwriter und Labelbetreiber
- 25. August: Peter Bastian, dänischer Musiker († 2017)
- 25. August: Günter „Baby“ Sommer, deutscher Schlagzeuger und Perkussionist
- 26. August: Tadeusz Nalepa, polnischer Gitarrist, Komponist und Sänger († 2007)
- 26. August: Walter Veigl, österreichischer Komponist, Pädagoge, Dirigent und Philosoph
- 27. August: Helga Lühning, deutsche Musikwissenschaftlerin
- 28. August: David Soul, US-amerikanischer Schauspieler und Sänger († 2024)
- 28. August: Julio Viera, argentinischer Komponist und Musikpädagoge
- 29. August: Dick Halligan, US-amerikanischer Multiinstrumentalist und Komponist († 2022)
- 30. August: David Maslanka, US-amerikanischer Komponist und Musikpädagoge († 2017)
- 00. August: Bob Chmel, US-amerikanischer Jazz-Schlagzeuger

### September
- 03. September: Heinz Dieter Paul, deutscher Komponist und Dirigent († 2019)
- 04. September: Donald Smith, US-amerikanischer Jazzpianist (auch Orgel, Flöte, Gesang) († 2022)
- 05. September: Christian Collum, deutscher Kirchenmusiker
- 06. September: Boris Bakow, rumänischer Opernsänger († 2021)
- 06. September: Roger Waters, britischer Musiker und Gründungsmitglied der Rockgruppe Pink Floyd
- 07. September: Rocco Filippini, Schweizer Cellist († 2021)
- 07. September: Friedemann Kupsa, österreichischer Cellist
- 07. September: Lena Valaitis, litauisch-deutsche Schlagersängerin
- 08. September: Bill Fay, britischer Sänger und Songwriter († 2025)
- 11. September: Mickey Hart, US-amerikanischer Schlagzeuger und Perkussionist
- 11. September: Norberto Machline, argentinischer Jazzmusiker († 2023)
- 12. September: Kurt Demmler, deutscher Liedermacher und Texter vieler DDR-Rockbands († 2009)
- 12. September: Hiroaki Kuwahara, japanischer Komponist und Professor
- 12. September: Maria Muldaur, US-amerikanische Folk-, Country-, Jazz- und Blues-Sängerin
- 15. September: Shin’ichirō Ikebe, japanischer Komponist
- 16. September: Klaus Uwe Ludwig, deutscher Kirchenmusiker († 2019)
- 18. September: Sharon Tandy, südafrikanische Sängerin († 2015)
- 22. September: Wolfgang Heitmann, deutscher Jazzpianist, Arrangeur, Komponist und Musikpädagoge († 2015)
- 22. September: Paul Hoffert, kanadischer Komponist, Pianist, Vibraphonist und Musikpädagoge
- 22. September: Orlando Julius, nigerianischer Musiker († 2022)

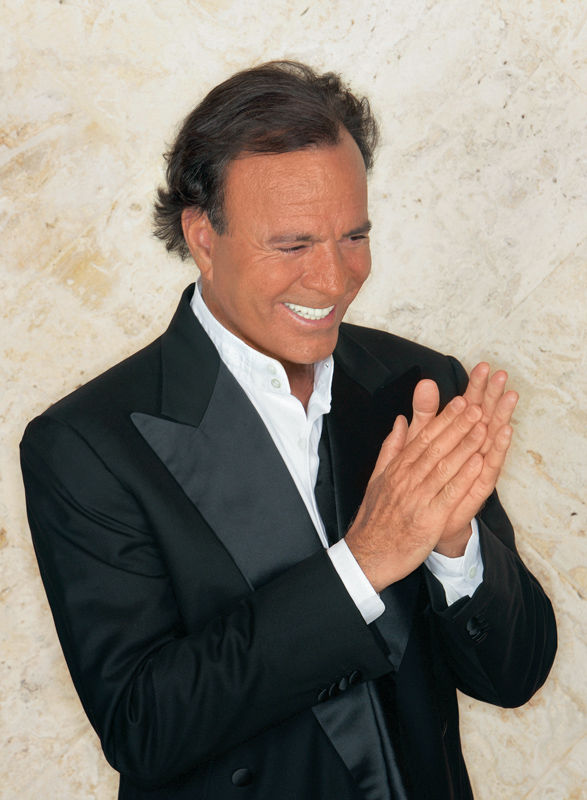
Julio Iglesias; * 23. September

- 23. September: Julio Iglesias, spanischer Sänger
- 23. September: Kathryn Moses, US-amerikanische Jazzmusikerin († 2021)
- 27. September: Randy Bachman, kanadischer Rockmusiker
- 28. September: Hugues Dufourt, französischer Komponist
- 28. September: Nick St. Nicholas, deutsch-kanadischer Musiker
- 29. September: Gisela Kohl-Eppelt, deutsche Malerin, Grafikerin, Musikerin und Schriftstellerin

### Oktober
- 01. Oktober: Mel Jersey, deutsche Sängerin auf dem Gebiet des volkstümlichen Schlagers
- 05. Oktober: Steve Miller, US-amerikanischer Blues- und Rock-Musiker
- 06. Oktober: Udo Zimmermann, deutscher Komponist, Regisseur und Dirigent († 2021)
- 08. Oktober: Wolfgang Ziegler, deutscher Rock- und Pop-Sänger und Komponist
- 10. Oktober: Ursula Staack, deutsche Schauspielerin, Sängerin und Kabarettistin
- 11. Oktober: Geert van Keulen, niederländischer Komponist, Dirigent, Klarinettist und Musikpädagoge
- 14. Oktober: Anthony Iannaccone, US-amerikanischer Komponist und Musikpädagoge
- 14. Oktober: Rajissa Kyrytschenko, ukrainische Sängerin († 2005)
- 16. Oktober: Cherry Vanilla, US-amerikanische Sängerin und Presseagentin
- 17. Oktober: Phelps „Catfish“ Collins, US-amerikanischer Gitarrist († 2010)
- 17. Oktober: Susan Davenny-Wyner, US-amerikanische Sängerin und Dirigentin
- 18. Oktober: Christine Charbonneau, kanadische Singer-Songwriterin († 2014)
- 20. Oktober: Micky, spanischer Schlagersänger und Schauspieler
- 20. Oktober: Elżbieta Sikora, polnische Komponistin
- 22. Oktober: Blas Emilio Atehortúa, kolumbianischer Komponist († 2020)
- 22. Oktober: Urszula Dudziak, polnische Jazz-Sängerin
- 22. Oktober: Hans Hartz, deutscher Sänger und Liedermacher († 2002)
- 23. Oktober: Kenneth Montgomery, britischer Dirigent und Musikpädagoge († 2023)
- 23. Oktober: Ted Moses, amerikanischer Jazzmusiker († 2020)
- 24. Oktober: Fritz Näf, Schweizer Dirigent
- 24. Oktober: Seppo Paakkunainen, finnischer Jazzsaxophonist und -komponist
- 25. Oktober: Roy Lynes, britischer Keyboarder

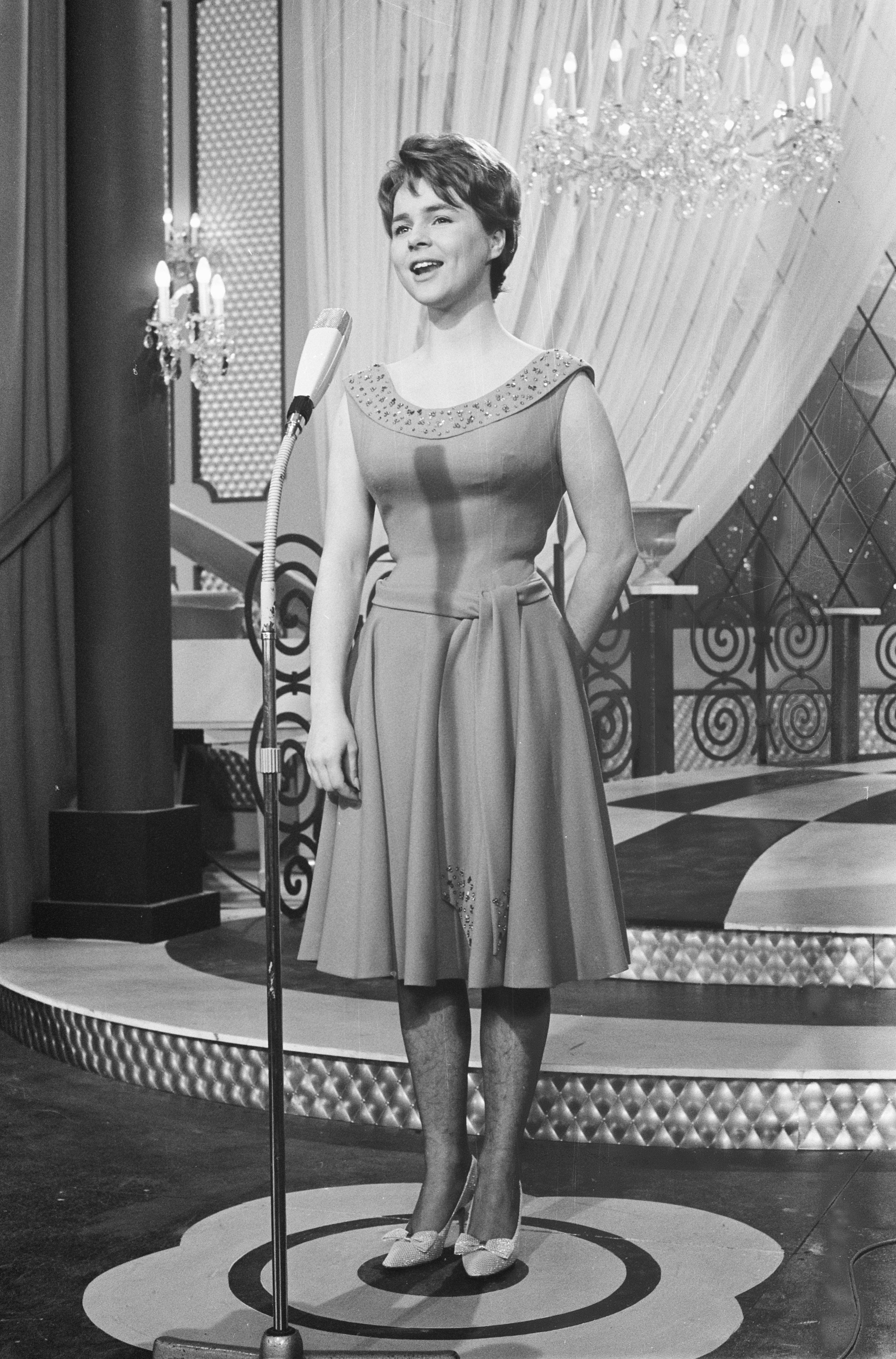
Cornelia Froboess; * 28. Oktober

- 28. Oktober: Cornelia Froboess, deutsche Schlagersängerin und Schauspielerin
- 29. Oktober: Sigi Busch, deutscher Jazzbassist und Hochschullehrer
- 29. Oktober: Rollo Radford, US-amerikanischer Jazz- und Bluesmusiker

### November

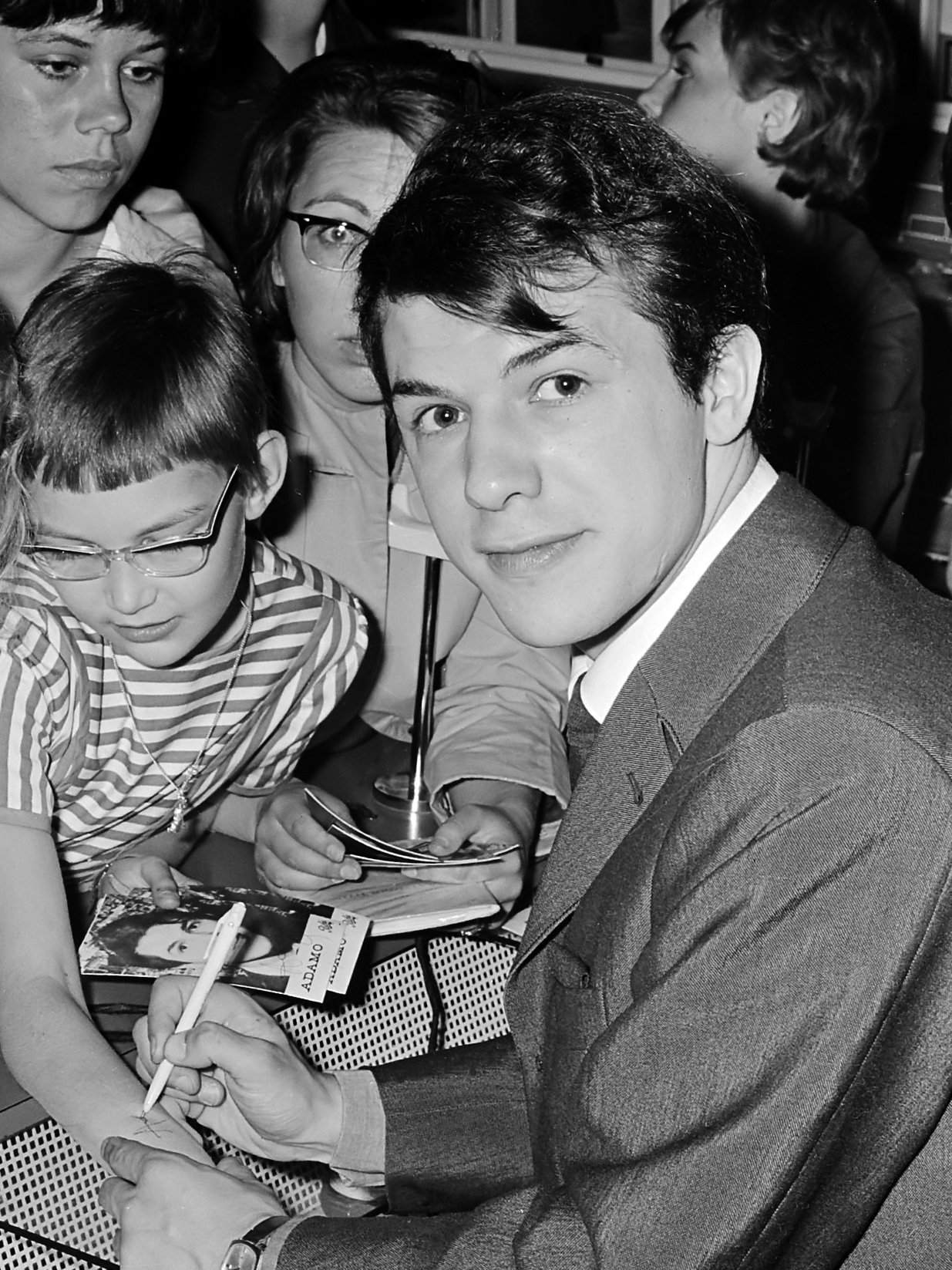
Adamo; * 1. November

- 01. November: Salvatore Adamo, belgischer Musiker, Liedermacher und Schlagersänger
- 03. November: Bert Jansch, britischer Folk-Sänger und -Gitarrist († 2011)
- 04. November: Boo Boo Davis, US-amerikanischer Bluesmusiker
- 05. November: Mariano Etkin, argentinischer Komponist und Musikpädagoge († 2016)
- 06. November: Peter Ingemann, dänischer Musiker, Songschreiber, Musikproduzent, Drehbuchautor, Schauspieler, Filmproduzent und Finanzdienstleister
- 07. November: Joni Mitchell, kanadische Musikerin und Malerin
- 09. November: Gennadi Banschtschikow, russischer Komponist († 2025)
- 09. November: Michael Kunze, deutscher Liedtexter, Schriftsteller und Librettist
- 10. November: Hans Mittermüller, deutscher Off-, Hörspiel- und Werbesprecher sowie Jazzmusiker († 2019)
- 13. November: Włodzimierz Korcz, polnischer Komponist
- 14. November: Miklós Maros, ungarischer Komponist
- 15. November: Larissa Mondrus, sowjetische bzw. deutsche Mezzosopranistin, Schlagersängerin und Songwriterin
- 20. November: Marianna Wróblewska, polnische Jazzsängerin
- 24. November: Manolo Sanlúcar, spanischer Musiker († 2022)
- 24. November: Richard Tee, US-amerikanischer Pianist, Organist und Arrangeur († 1993)
- 25. November: Gerard Mortier, belgischer Intendant und Festspielleiter († 2014)
- 25. November: Jerry Portnoy, US-amerikanischer Blues-Musiker
- 28. November: Alexander Aronowitsch Knaifel, russischer Cellist und Komponist († 2024)

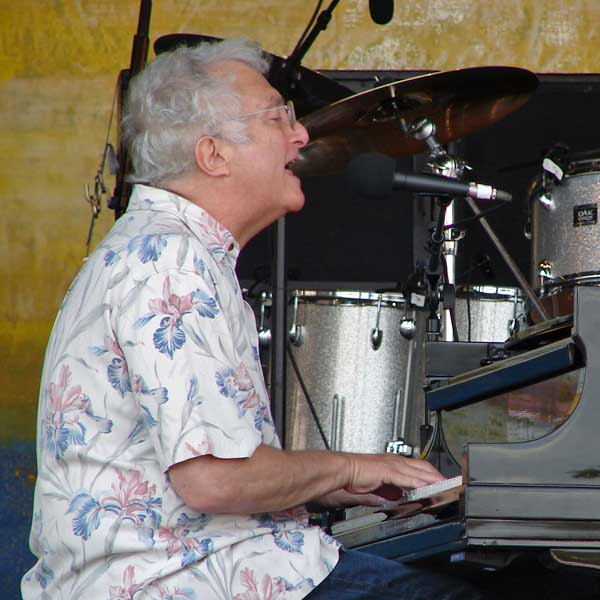
Randy Newman; * 28. November

- 28. November: Randy Newman, US-amerikanischer Sänger/Songwriter, Pianist und Komponist
- 28. November: Butch Thompson, US-amerikanischer Jazzmusiker († 2022)
- 29. November: Juan José Mosalini, argentinisch-französischer Bandoneonist und Komponist († 2022)
- 00. November: Barry St. John, britische Pop- und Soul-Sängerin († 2020)

### Dezember
- 02. Dezember: Steve Rubell, Gründer der New Yorker Discothek Studio 54 († 1989)
- 03. Dezember: Mike Hart, englischer Singer-Songwriter und Poet († 2016)
- 04. Dezember: Werner Becker, deutscher Musiker, Arrangeur und Musikproduzent
- 04. Dezember: Ulf Scharlau, deutscher Musikwissenschaftler († 2021)
- 06. Dezember: Keith West, britischer Sänger
- 07. Dezember: Jürgen Walter, deutscher Sänger und Komponist

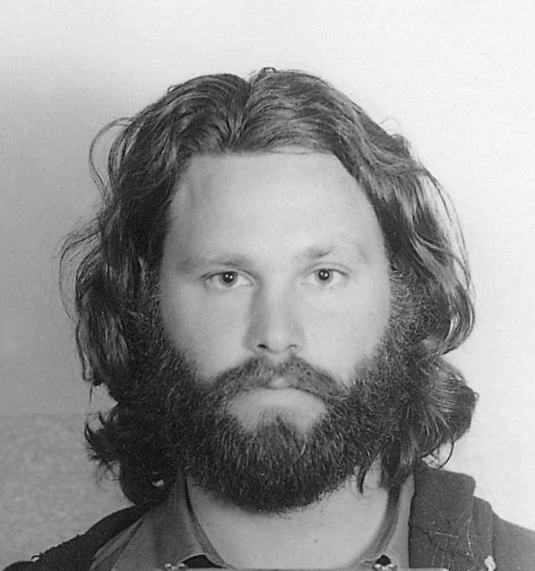
Jim Morrison; * 8. Dezember

- 08. Dezember: Jim Morrison, US-amerikanischer Rock-Sänger und Lyriker († 1971)
- 09. Dezember: Lasse Holm, schwedischer Schlager-Komponist und Sänger, Moderator
- 09. Dezember: Jimmy Owens, US-amerikanischer Jazztrompeter
- 10. Dezember: Bruno Pasquier, französischer Bratschist
- 12. Dezember: Dickey Betts, US-amerikanischer Gitarrist und Rockmusiker († 2024)
- 12. Dezember: Jerzy Husar, polnischer Komponist und Pianist († 2020)
- 12. Dezember: Heiner Kühner, Schweizer Organist († 1990)
- 14. Dezember: Lydia Huber, deutsche Sängerin volkstümlicher Musik
- 14. Dezember: Monica Pick-Hieronimi, deutsche Sopranistin
- 16. Dezember: Glenda Collins, britische Pop-Sängerin
- 18. Dezember: Bobby Keys, US-amerikanischer Musiker († 2014)

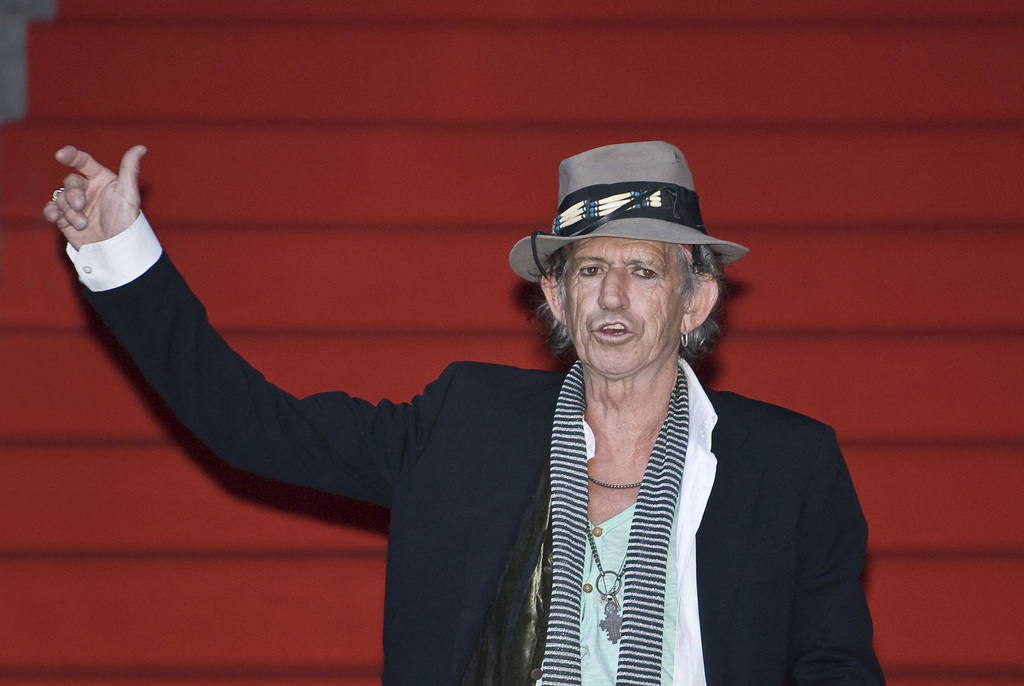
Keith Richards; * 18. Dezember

- 18. Dezember: Keith Richards, britischer Gitarrist (The Rolling Stones)
- 19. Dezember: Mulatu Astatke, äthiopischer Musiker
- 21. Dezember: Albert Lee, britischer Rock-Gitarrist
- 21. Dezember: Gwen McCrae, US-amerikanische Soul- und Disco-Sängerin († 2025)
- 21. Dezember: Walter Washington, US-amerikanischer Bandleader, Sänger und Gitarrist († 2022)

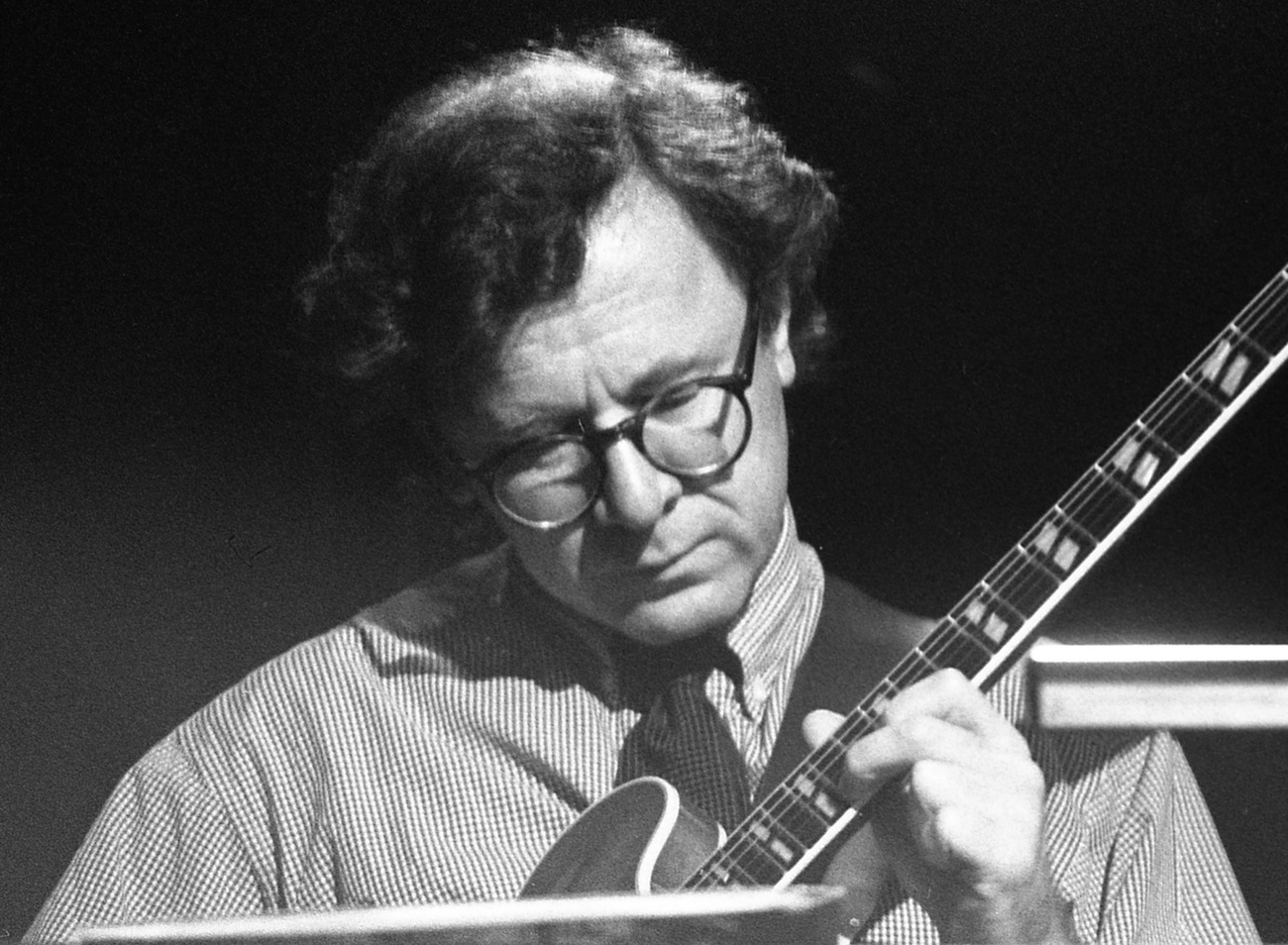
Volker Kriegel; * 24. Dezember

- 24. Dezember: Volker Kriegel, deutscher Jazzgitarrist und -komponist sowie Cartoonist († 2003)
- 25. Dezember: Trevor Lucas, australischer Folksänger und -gitarrist († 1989)
- 25. Dezember: Reinhild Runkel, deutsche Mezzosopranistin
- 27. Dezember: Joan Manuel Serrat, katalanischer Liedermacher
- 27. Dezember: Peter Sinfield, englischer Lyriker, Songtexter und Sänger († 2024)
- 27. Dezember: Stephan Sulke, Schweizer Sänger und Komponist
- 28. Dezember: Bernard Maury, französischer Jazzpianist, Arrangeur und Musikpädagoge († 2005)
- 31. Dezember: Roy Cansdale, britischer Jazzmusiker (Bass, Gitarre) († 2024)
- 31. Dezember: John Denver, US-amerikanischer Country- und Folk-Sänger und -Songwriter († 1997)
- 00. Dezember: Madosini, südafrikanische traditionelle Interpretin der Xhosa-Musik († 2022)

### Genaues Geburtsdatum unbekannt
- Christian Ahrens, deutscher Musikwissenschaftler und Autor
- Peter Bauer, deutscher Dirigent
- Billy Brooks, US-amerikanischer Jazzperkussionist († 2023)
- Andreas Eckhardt, deutscher Musikwissenschaftler und Kulturmanager
- Wolfgang Gaag, deutscher Hornist
- Alex Hug, schweizerischer Musiker
- Sten Ingelf, schwedischer Komponist, Jazzmusiker und Musikpädagoge
- Marie-Louise Jaquet-Langlais, französische Organistin und Musikpädagogin
- Sven-Åke Johansson, schwedischer Komponist, Musiker, Autor und bildender Künstler († 2025)
- Kosta Lukács, ungarischer Jazzmusiker († 1993)
- Knut Mahlke, deutscher Dirigent, Schauspieler und Hörspielsprecher
- Curly Martin, US-amerikanischer Jazzmusiker († 2023)
- Anton Mayer, österreichischer Journalist, Buchautor und Wissenschaftspublizist († 2011)
- Hugo Noth, Schweizer Akkordeonist
- Michael Ochs, US-amerikanischer Fotograf, Journalist und Moderator
- Martin Ostertag, deutscher Cellist und Musikpädagoge
- Herbert Paetzold, deutscher Holzblasinstrumentenmacher
- Heide Rose-Segebrecht, deutsche Tanzlehrerin, Malerin und Objektkünstlerin († 2008)
- Neil Slaven, britischer Musikproduzent († 2023)
- Larry Smith, US-amerikanischer Jazzmusiker († 2023)
- Jeff Todd Titon, US-amerikanischer Musikwissenschaftler, Plattensammler, Autor und Musiker

## Gestorben

### Januar bis Juni
- 14. Januar: Adolf Sandberger, deutscher Komponist und Musikwissenschaftler (* 1864)
- 21. Januar: Otakar Šín, tschechischer Komponist, Musiktheoretiker und -pädagoge (* 1881)
- 02. Februar: Moriz Glattauer, österreichischer Geiger und langjähriges Mitglied der Wiener Philharmoniker (* 1870)
- 04. Februar: Anton Barthlmé, österreichisch-böhmischer Cellist, Dirigent, Komponist und Musikpädagoge (* 1867)
- 22. Februar: Dmitri Michejewitsch Melkich, russischer Komponist (* 1885)
- 01. März: Clara Novello Davies, walisische Gesangslehrerin und Chorleiterin (* 1861)
- 07. März: Alma Moodie, australische Geigerin (* 1898)
- 19. März: Abel Decaux, französischer Komponist, Organist und Musikpädagoge (* 1869)
- 26. März: Eugen Engel, deutscher Komponist (* 1875)
- 27. März: Émile-Robert Blanchet, Schweizer Pianist, Komponist und Bergsteiger (* 1877)

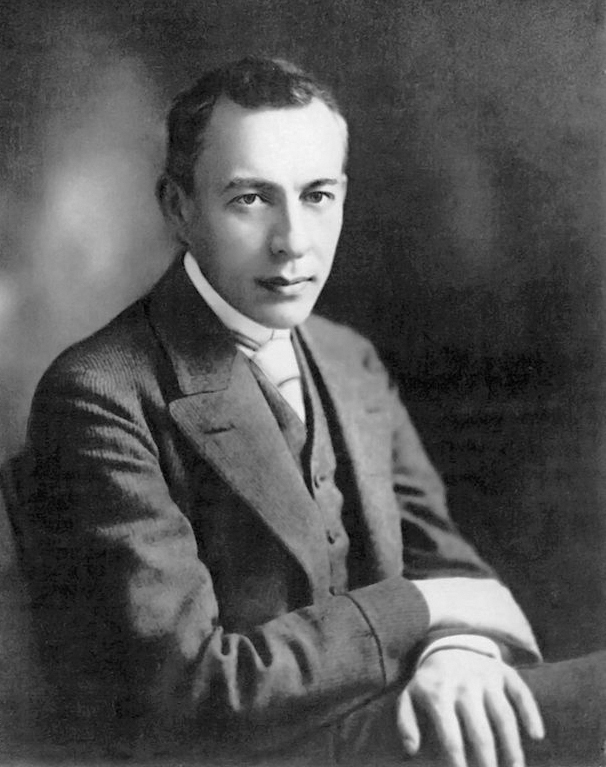
Sergei Rachmaninow; † 28. März

- 28. März: Sergei Rachmaninow, russischer Pianist, Komponist und Dirigent (* 1873)
- 00. März: Albert Mahaut, französischer Organist; Musikpädagoge und Komponist (* 1867)
- 03. April: Friedrich Schwarz, deutscher Kabarettist, Damenimitator und Stimmungssänger (* 1886)
- 04. April: Raoul Laparra, französischer Komponist (* 1876)
- 12. April: Konrad Scherber, deutscher Komponist (* 1886)
- 24. April: Marix Loevensohn, belgischer Cellist und Musikpädagoge (* 1880)
- 29. April: Joseph Isidor Achron, polnisch-litauischer Komponist und Violinist (* 1886)
- 30. April: Mildred Adair, US-amerikanische Pianistin, Organistin, Musikpädagogin und Komponistin (* 1895)
- 30. April: Leo Smit, niederländischer Komponist und Pianist (* 1900)
- 04. Mai: Wilhelm Middelschulte, deutscher Komponist und Organist (* 1863)
- 13. Mai: Rafael Pastor Marco, spanisch-kubanischer Komponist und Musikpädagoge (* 1860)
- 14. Mai: Abby Williams Hill, US-amerikanische Freilichtmalerin und Aktivistin (* 1861)
- 16. Mai: Roy Hall, US-amerikanischer Old-Time-Musiker (* 1907)
- 18. Mai: Alfons Blümel, österreichischer Pianist und Komponist (* 1884)
- 01. Juni: Amédée Henri Gustave Noël Gastoué, französischer Musikwissenschaftler und Komponist (* 1873)
- 03. Juni: Arthur Egidi, deutscher Organist, Komponist und Musikpädagoge (* 1859)
- 04. Juni: Hakkie Davids, niederländischer Pianist, Kapellmeister und Impresario (* 1879)
- 28. Juni: Gennaro Napoli, italienischer Komponist und Musikpädagoge (* 1881)

### Juli bis Dezember
- 02. Juli: Rika Davids, niederländische Sängerin und Revuekünstlerin (* 1885)
- 10. Juli: Arthur Nevin, US-amerikanischer Komponist, Dirigent und Musikpädagoge (* 1871)
- 17. Juli: Sepp Amschl, österreichischer Lehrer und Komponist (* 1878)
- 19. Juli: Harry Pace, US-amerikanischer Aktivist, Musikverleger, Versicherungsmanager und Anwalt (* 1884)
- 30. Juli: Benjamin Dale, englischer Organist und Komponist (* 1885)
- 03. August: Karl Grunsky, deutscher Historiker und Musikschriftsteller (* 1871)

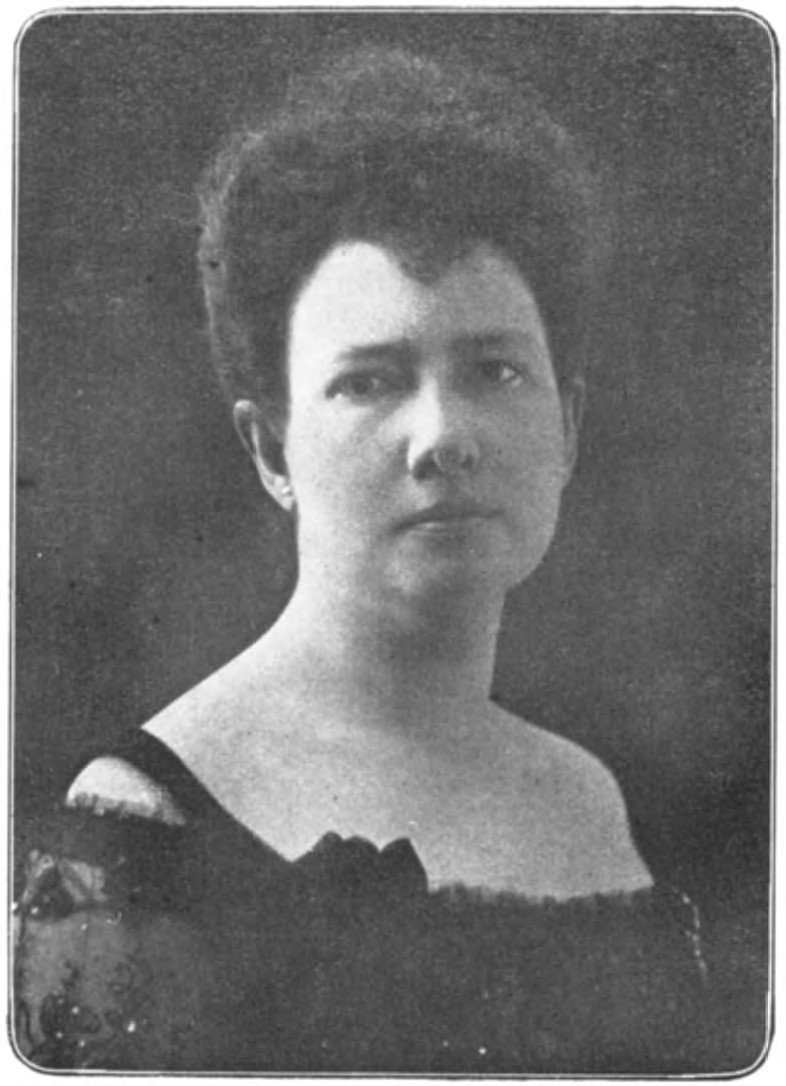
Cornélie van Oosterzee; † 12. August

- 12. August: Cornélie van Oosterzee, niederländische Pianistin, Dirigentin und Komponistin (* 1863)
- 17. August: Karl Heinz Probsthain, deutscher evangelischer Vikar, Kirchenlieddichter, Opfer der NS-Justiz (* 1908)
- 07. September: Karlrobert Kreiten, deutscher Pianist (* 1916)
- 08. September: João Gomez de Araújo, brasilianischer Komponist (* 1846)
- 08. September: Oskar Guttmann, deutscher Komponist (* 1885)
- 13. September: Ludwig von dem Bruch, österreichischer Opernsänger (* 1869)
- 23. September: Lucien Sicotte, kanadischer Violinist und Musikpädagoge (* 1902)
- 29. September: Aurelio Barrios y Morales, mexikanischer Komponist, Organist, Pianist und Musikpädagoge (* 1880)
- 30. September: Bernardino Gálvez Bellido, spanischer Violoncellist und Musikpädagoge (* 1891)
- 02. Oktober: Robert Nathaniel Dett, kanadischer Komponist (* 1882)
- 15. Oktober: Stasys Šimkus, litauischer Komponist (* 1887)
- 22. Oktober: Josef Venantius von Wöss, österreichischer Kirchenmusiker, Komponist und Verlagsredakteur (* 1863)
- 29. Oktober: Percy Goetschius, US-amerikanischer Musiktheoretiker und Kompositionslehrer (* 1853)
- 03. November: Pola Braun, polnische Komponistin, Pianistin und Dichterin (* um 1910)
- 05. November: Oskar Ameringer, deutsch-US-amerikanischer Tischler, Musiker, Redakteur und Politiker (* 1870)
- 10. November: Alberto Jonás, spanischer Pianist (* 1868)
- 11. November: Herbert A. Fricker, kanadischer Chorleiter, Organist, Musikpädagoge und Komponist (* 1868)
- 11. November: André Pirro, französischer Musikwissenschaftler (* 1869)
- 22. November: Pietro Yon, italienisch-amerikanischer Organist und Komponist (* 1886)
- 23. November: Torolf Voss, norwegischer Komponist und Dirigent (* 1877)
- 28. November: Arthur Catterall, englischer Geiger, Dirigent und Musikpädagoge (* 1883)
- 19. Dezember: Otto Barblan, schweizerischer Komponist, Organist und Musikpädagoge (* 1860)
- 19. Dezember: Carl Busch, US-amerikanischer Komponist (* 1862)
- 29. Dezember: Carme Karr, spanische Feministin, Journalistin, Autorin, Musikologin und Komponistin (* 1865)

### Genaues Todesdatum unbekannt
- Giovanni Barbieri, italienischer Pianist, Komponist und Musikpädagoge (* 1859)
- Clemens Breitenbach, deutscher Komponist und Pädagoge (* 1864)
- Germaine Cernay, französische Mezzosopranistin (* 1900)
- Vladimir Dyck, ukrainischer Komponist und Musikpädagoge (* 1882)
- Farid Sagidullowitsch Jarullin, tatarischer Komponist (* 1914)
- Johanna Richter, deutsche Opernsängerin und Gesangslehrerin (* 1858)
- Betty Schwabe, deutsche Violinistin und Violinlehrerin (* 1875)
- Ruth Waghalter, deutsche Musikerin und Opfer des Faschismus (* 1914)
- Wilmer Watts, US-amerikanischer Old-Time-Musiker (* ≈1892)